# Paraprotaetia fulva
Paraprotaetia fulva är en skalbaggsart som beskrevs av Conrad L. Schoch 1896. Paraprotaetia fulva ingår i släktet Paraprotaetia och familjen Cetoniidae. Inga underarter finns listade i Catalogue of Life.